# Google Cloud Print
Google Cloud Print was een dienst van Google waarmee gebruikers konden printen vanuit elke Cloud Print-applicatie naar elke printer met ondersteuning voor clouddiensten.
De dienst werd geïntroduceerd op 16 april 2010 en werd beëindigd op 31 december 2020.

## Mogelijkheden
Google Cloud Print werd geïntegreerd met de mobiele versie van Googles Gmail en Docs om printen mogelijk te maken. Webbrowser Chrome kreeg ondersteuning voor de dienst vanaf versie 16 en vanaf juli 2013 werd het ook mogelijk om vanuit Windows te printen naar Cloud Print.
Een toepassing kan printen via een webgebaseerd venster of via een API. De dienst stuurt de printopdracht vervolgens door naar een printer die is aangemeld binnen Cloud Print.